# Río Témpanos
Río Témpanos är ett vattendrag i Chile.   Det ligger i regionen Región de Aisén, i den södra delen av landet, 1 500 km söder om huvudstaden Santiago de Chile.